# Interventsija
Interventsija (russisk: Интервенция) er en sovjetisk spillefilm fra 1968 af Gennadij Poloka.

## Medvirkende
- Vladimir Vysotskij som Mikhail Voronov / Brodskij
- Valerij Zolotukhin som Zjenka Xidias
- Olga Aroseva som Banker Xidias
- Gelena Ivlieva som Sanyka
- Jefim Kopeljan som Philipp